# Rosa Parks (stanice RER v Paříži)
Rosa Parks (česky Nádraží Rosy Parksové) je nádraží příměstské železnice RER v Paříži, které se nachází na hranicích 18. a 19. obvodu. Je určeno pro linku RER E mezi stanicemi Magenta a Pantin. Původní název projektu byl Évangile podle sousední ulice Rue de l'Évangile. Nádraží se nachází v těsné blízkosti bývalé stanice Est-Ceinture, která byla součástí železniční tratě Petite Ceinture, jihozápadně od křižovatky s touto tratí, nyní nepoužívanou, ale ponechanou pro případ budoucího využití. Výstavbu zajišťovala Réseau ferré de France a stanice byla otevřena 13. prosince 2015. Nádraží je napojeno na tramvajovou linku T3 a v budoucnu se počítá s linkou T8.

## Projekt
V 90. letech se začalo uvažovat o zlepšení dopravy v severovýchodní části Paříže. V roce 1999 byla uzavřena dohoda mezi státem a regionem Île-de-France o financování projektu ve výši 30,49 miliónů €, návrh druhé dohody na léta 2007-2013 na částku 84,2 miliónu € (z nichž 55,70 připadá na region) vznikl o dva roky později. V roce 2009 byl projekt schválen. Od 14. června do 16. července 2010 probíhal průzkum veřejného mínění a od září 2010 do dubna 2011 projektová studie. Název nádraží byl změněn z Évangile na Rosa Parks. Stavební práce započaly v prosinci 2011.
Celkové náklady se odhadují na 130 miliónů € v ekonomických kalkulacích z roku 2008. Náklady na výstavbu se dělí mezi region Île-de-France (51,24 %), město Paříž (25,68 %), stát (22,66 %) a Réseau ferré de France (0,42 % ). Původně měla být stanice otevřena v roce 2014, ale její dokončení se posunulo o rok. Stanice zajišťuje dopravní obslužnost severovýchodní části Paříže, která nemá dobrou městskou hromadnou dopravu. Vytvoří dopravní uzel s tramvajovými linkami T3 a T8.
Projekt předpokládá vlakové spojení oblasti do stanice Haussmann – Saint-Lazare, případně i se západním předměstím v případě, že bude linka RER E prodloužena na západ. Očekává se, že po otevření bude denní počet cestujících na nádraží 85 000.